# Tidebog
En tidebog er en privat bønnebog (latin: horæ) med bønnerne for den katolske kirkes otte kanoniske tider (laudes, sext, vesper, completorium etc.), liturgier for lokale helgener og til tider en almanak. Da tidebøger var for lægfolk, var de ofte rigt illustrerede. 